# Micrathena rufopunctata
Micrathena rufopunctata là một loài nhện trong họ Araneidae.
Loài này thuộc chi Micrathena. Micrathena rufopunctata được Arthur Gardiner Butler miêu tả năm 1873.